# Raúl Jiménez
Raúl Alonso Jiménez Rodríguez, född den 5 maj 1991 i Tepeji del Río de Ocampo, är en mexikansk fotbollsspelare (anfallare) som spelar för engelska Fulham. Han representerar även Mexikos landslag.
Jiménez har tidigare spelat i Club América, Atlético Madrid, Benfica och Wolverhampton Wanderers.
Han var med och tog OS-guld i herrfotbollsturneringen vid de olympiska fotbollsturneringarna 2012 i London.

## Klubbkarriär

### Benfica
Den 13 augusti 2015 värvades Jiménez av Benfica, där han skrev på ett femårskontrakt.

### Wolverhampton Wanderers
Den 12 juni 2018 lånades Jiménez ut till Wolverhampton Wanderers på ett låneavtal över säsongen 2018/2019, med en option på att göra övergången permanent.
Denna option utnyttjades och den 4 april 2019 skrev Jiménez på ett fyraårskontrakt som började gälla från den 1 juli.

### Fulham
Den 25 juli 2023 värvades Jiménez av Fulham, där han skrev på ett tvåårskontrakt med en option på ett ytterligare år.